# گورستان (ترانه)
«گورستان» (به انگلیسی: Graveyard) ترانه‌ای از هالزی، خواننده آمریکایی است. این ترانه به‌عنوان دومین تک‌آهنگ از سومین آلبوم استودیویی‌اش، مانیک (۲۰۲۰) در ۱۳ سپتامبر ۲۰۱۹ از طریق کپیتال رکوردز منتشر گردید. این ترانه در بیش از ۱۵ کشور به ۴۰ رتبهٔ برتر رسید و گواهی‌نامه طلا یا بالاتر از آن را از ایالات متحده، کانادا و استرالیا دریافت کرد.